# 埃爾波韋尼爾區 (特魯希略省)
埃爾波韋尼爾區（西班牙語：Distrito de El Porvenir），是秘魯的一個區，位於該國西北部拉利伯塔德大區的特魯希略省，始建於1965年1月8日，面積36.7平方公里，海拔高度90米，2005年人口132,461，人口密度每平方公里3,600人。